# Apodesmoptera
Apodesmoptera is een geslacht van rechtvleugeligen uit de familie Pyrgomorphidae. De wetenschappelijke naam van dit geslacht is voor het eerst geldig gepubliceerd in 1951 door Rehn.

## Soorten
Het geslacht Apodesmoptera omvat de volgende soorten:
- Apodesmoptera curtipennis Kevan, 1966
- Apodesmoptera mira Rehn, 1951
- Apodesmoptera luzonica Kevan, 1963